# Moviment Patriòtic Popular
Moviment Patriòtic Popular (finès Isänmaallinen Kansanliike, IKL) fou un partit polític finès d'extrema dreta, nacionalista i fortament anticomunista, successor del Moviment Lapua, del que només es diferenciava en el fet que participava en eleccions. Fou creat el 5 de juny de 1932 per Herman Gummerus i Erkki Räikkönen, i dissolt el 23 de setembre de 1944 com a conseqüència directa de l'armistici de la Guerra de Continuació.

La seva organització juvenil era Sinimustat (blau i negres), liderada pel carismàtic sacerdot Elias Simojoki. Es va presentar a les eleccions parlamentàries finlandeses de 1933 en coalició amb el Partit de la Coalició Nacional i va obtenir 14 escons, mentre que el seu soci queia de 42 a 18. Això provocà que en fos nomenat cap Juho Kusti Paasikivi, qui va eliminar del partit tots els simpatitzants d'IKL. Tot i això, va mantenir els 14 escons a les eleccions de 1936, però va caure a 8 escons a les de 1939. El 1939 Urho Kekkonen, aleshores ministre d'interior, va intentar prohibir l'IKL, però el tribunal local de Hèlsinki va aixecar la prohibició.

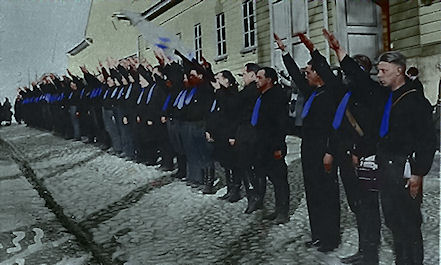
Militants d'IKL

La Guerra d'Hivern, i en particular la Pau de Moscou, van ser vistos per IKL i els seus simpatitzants com la prova definitiva del fracàs de la política exterior del govern. Després de la Guerra d'Hivern, la política exterior de Finlàndia canviar dràsticament, corresponent a la defensada per IKL, i fins i tot alguns membre d'IKL foren inclosos en el govern de concentració nacional de desembre de 1940. L'entusiasme inicial per la Guerra de Continuació va disminuir l'hivern de 1941. IKL no fou inclosa en el govern d'Edwin Linkomies de primavera de 1943. Quatre dies després que se signés l'armistici de la Guerra de Continuació, i per pressions soviètiques, el moviment fou prohibit.

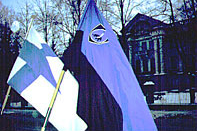
Bandera del Moviment juntament amb la bandera finlandesa

El 1993 es va restablir amb el nom de Consell Nacional de l'Associació Patriòtica (Isänmaallinen Kansallis-Liitto), però políticament és insignificant.

## Resultats electorals

### Eleccions parlamentàries
| Any  | Vots                  | Vots                  | Vots   | Escons   | Escons | Pos. | Govern   |
| Any  | #                     | %                     | ± pp   | #        | ±      | Pos. | Govern   |
| ---- | --------------------- | --------------------- | ------ | -------- | ------ | ---- | -------- |
| 1933 | Coalició amb Kokoomus | Coalició amb Kokoomus | Nou    | 14 / 200 | Nou    | 3r   | Oposició |
| 1936 | 97,891                | 8.34%                 | + 8.34 | 14 / 200 | =      | 5è   | Oposició |
| 1939 | 86,219                | 6.65%                 | + 6.65 | 8 / 200  | 6      | 5è   | Oposició |

### Eleccions presidencials
| Any  | Col·legi Electoral | Vots   | %         | Resultat |
| ---- | ------------------ | ------ | --------- | -------- |
| 1937 | 23                 | 90 378 | 8,1 / 100 | Derrota  |